# Hannelore Anke
Hannelore Anke, née le 8 décembre 1957 à Schlema, est une nageuse est-allemande, spécialiste des courses de brasse.

## Carrière
Hannelore Anke remporte à l'âge de 15 ans la médaille d'argent du 200 mètres brasse aux championnats du monde 1973. Aux championnats du monde 1975, elle remporte trois médailles d'or, en 100 et 200 mètres brasse ainsi qu'en relais 4 × 100 mètres 4 nages.
Hannelore Anke est double championne olympique aux Jeux olympiques de 1976 se tenant à Montréal. Elle remporte la finale du 100 mètres brasse et fait partie du relais est-allemand remportant la finale du 4 × 100 mètres 4 nages.
Elle intègre l'International Swimming Hall of Fame en 1990. Il est révélé plus tard que pratiquement toutes les nageuses est-allemandes étaient soumises à un programme de dopage.